# Agens (psychologia)
Agens – w analizie transakcyjnej osoba, która rozpoczyna grę i ją podtrzymuje. Pozostałe osoby uczestniczące w grze są partnerami, którzy reagują na prowadzoną przez agensa grę w taki sposób, by mogła ona trwać dalej. Przykładowo w grze Dlaczego ty nie - tak ale agens przedstawia problem, którego nie może rozwiązać, a w przypadku, gdy inni próbują podawać rozwiązania sytuacji, agens znajduje dodatkowe problemy, które uniemożliwiają rozwiązanie tejże sytuacji. Gra trwa tak długo, jak długo partnerzy interakcji reagują na działania agensa.